# Arbanasce
Arbanasce (cyr. Арбанасце) – wieś w Serbii, w okręgu niszawskim, w gminie Merošina. W 2011 roku liczyła 513 mieszkańców.